# Пуркаче
Пуркаче (словен. Purkače) — поселення в общині Велике Лаще, Осреднєсловенський регіон, Словенія. 
Висота над рівнем моря: 724,8 м.